# Марк Титиний (начальник конницы)
Марк Титиний (лат. Marcus Titinius; IV век до н. э.) — римский военачальник и политический деятель, начальник конницы в 302 году до н. э. при диктаторе Гае Юнии Бубульке Бруте По данным Тита Ливия, находясь на этой должности, Марк принял участие в удачном походе против эквов, который закончился триумфом.